# برنارد روثمان
برنارد روثمان (انگلیسی: Bernhard Rothmann; ۱ ژانویهٔ ۱۴۹۵ – ۱ ژانویهٔ ۱۵۳۵) واعظ (دینی)، و یک رهبر رادیکال و آناباپتیست قرن ۱۶ در شهر مونستر بود. او در حدود سال ۱۴۹۵ در اشتات‌لون، آلمان به دنیا آمد.